# Katie Chang
Katie Chang, al secolo Katherine Chang (Chicago, 3 maggio 1995), è un'attrice statunitense.
È nota per i suoi ruoli come Rebecca Ahn in Bling Ring, Ellen Reeves in Guida tascabile per la felicità (2013) e Claire Connors in Le reiette (2017).

## Biografia

### Gli inizi
Nata a Chicago, crebbe a Winnetka, nell'Illinois. Il nonno paterno era di discendenza coreana, mentre il resto dei suoi antenati sono di origine irlandese e tedesca. Fu addestrata presso l'Actors Training Center del teatro Wilmette. Chang frequentò la New Trier High School, diplomandosi nel 2013. Iniziò a studiare scrittura creativa alla Columbia University. Nel 2015, passò alla Northwestern University. Chang si laureò alla Northwestern nel 2017 con la specializzazione in sceneggiatura.

### Carriera
Nel 2013, Chang ottenne premi per la sua interpretazione di Rebecca Ahn, la prima nel gruppo del titolo del film giallo-satirico Bling Ring. Rolling Stone la descrisse come "mesmerizzatrice" mentre il Chicago Tribune la definì "un'attrice di serie promesse".The Hollywood Reporter disse che la performance di Chang la individuava come "qualcuno da tenere d'occhio" nel prosieguo della sua carriera. La regista Sofia Coppola spiegò la sua scelta nel cast come un "volto fresco" in un ruolo di prima attrice, dicendo:
((EN) Zach Baron, Stealing Fame, su The New York Times, 5 giugno 2013. URL consultato il 22 giugno 2013.)
Nel 2013, Chang recitò nel film-commedia Guida tascabile per la felicità. Ebbe quindi un ruolo importante nel film drammatico indipendente Anesthesia. Chang comparve quindi nel film-commedia per ragazzi Le reiette, e reciterà nell'imminente Canal Street e in All The Little Things We Kill.

## Filmografia

### Cinema
- CUTEeGRL, regia di Jeton Murtishi e Doug McDade (2011) - cortometraggio
- Guida tascabile per la felicità (A Birder's Guide to Everything), regia di Rob Meyer (2013)
- Bling Ring (The Bling Ring), regia di Sofia Coppola (2013)
- Anesthesia, regia di Tim Blake Nelson (2015)
- Le reiette (The Outcasts), regia di Peter Hutchings (2017)
- Fatal Crossing, regia di Liam Hughes (2017)
- Canal Street, regia di Rhyan LaMarr (2018)
- Imperfections, regia di David Singer (2018)
- Daniel Isn't Real, regia di Adam Egypt Mortimer (2019)
- I Want Candy, regia di Diego Riley (2019) - cortometraggio
- All the Little Things We Kill, regia di Adam Neutzsky-Wulff (2019)
- Per un pugno di follower (InstaFame), regia di Nick Everhart (2020)
- A Handful of Rust, regia di Conor Chandler Simpson (2020) - cortometraggio

### Televisione
- 9-1-1: Lone Star – serie TV, episodio 2x02 (2021)
- Pantheon – serie TV, 16 episodi (2022-2023)

## Doppiatrici italiane
Nelle versioni in italiano delle opere in cui ha recitato, Katie Chang è stata doppiata da:
- Rossa Caputo in Bling Ring[12]
- Tiziana Martello in Anesthesia[13]